# Dorothy Day
Dorothy Day (ur. 8 listopada 1897 w Brooklynie, zm. 29 listopada 1980 w Nowym Jorku) – amerykańska dziennikarka, działaczka społeczna, zdeklarowana pacyfistka, katoliczka. Służebnica Boża Kościoła rzymskokatolickiego, święta Reformowanego Kościoła Katolickiego w Polsce.
Day opisała swoje nawrócenie i działalność społeczną w autobiografii The Long Loneliness oraz innych tekstach. W 1917, jako jedna z grupy sufrażystek Silent Sentinels, została zatrzymana za pikietowanie na rzecz praw wyborczych kobiet. W latach 30., współpracując z aktywistą Peterem Maurinem, utworzyła Catholic Worker Movement, skupiający swoje działania na osobach dotkniętych biedą i bezdomnych, realizując je poprzez pomoc bezpośrednią oraz akcje społeczne. Praktykowała obywatelskie nieposłuszeństwo, które doprowadziło do kolejnych aresztów w 1955, 1957, oraz 1973 w wieku siedemdziesięciu pięciu lat. Day była również współzałożycielką gazety Catholic Worker w 1933 i redaktorką od jej początków, do swojej śmierci w 1980. W gazecie opowiadała się za katolicką, ekonomiczną teorią dystrybutyzmu, którą uważała za trzecią drogę między kapitalizmem a socjalizmem.

## Życiorys

### Wczesne lata
Dorothy May Day urodziła się 8 listopada 1897 w sąsiedztwie Brooklyn Heights w Brooklynie, stanu Nowy Jork. Jej rodzina została opisana przez jednego z biografów jako "porządna, patriotyczna, klasy średniej". Jej rodzice pobrali się w kościele episkopalnym w Greenwich Village. Miała trzech braci (w tym Donalda S. Day) i siostrę. W 1904 jej ojciec, pisarz sportowy oddany wyścigom konnym, przyjął pracę w gazecie z San Francisco. Rodzina żyła w Oakland, w stanie Kalifornia, aż do czasu trzęsienie ziemi w San Francisco, które zniszczyło siedzibę gazety. Spontaniczna reakcja i poświęcenie mieszkańców w obliczu tego kryzysu było dla Day cenną lekcją na temat chrześcijańskiej społeczności oraz jednostkowego działania. Rodzina po tych wydarzeniach przeniosła się do Chicago.
Rodzice Day byli wierzącymi niepraktykującymi, rzadko uczęszczającymi do kościoła. Jako małe dziecko okazywała stałe zainteresowanie religią, często czytając Biblię. W wieku 10 lat zaczęła uczęszczać do Kościoła Naszego Zbawcy, kościoła episkopalnego w Lincoln Park w Chicago, po tym jak proboszcz namówił matkę Day, by pozwoliła uczęszczać do chóru kościelnego jej synom.  Została ochrzczona i bierzmowana w tym kościele w 1911.
Jako nastolatka Day była zapaloną czytelniczką, szczególnie ceniła powieść Grzęzawisko Uptona Sinclaira. Czytała jedną książkę za drugą, zwracając uwagę na wzmiankę Jacka Londona o Herbercie Spencerze w Martin Eden, a następnie od Spencera do Darwina i Huxleya. Poznawała zagadnienia anarchizmu oraz skrajnej biedy korzystając z nauk Piotra Kropotkina, który promował ideę kooperacji, przeciwną do darwinistycznej teorii rywalizacji celem przetrwania. Na studiach przypadła jej do gustu literatura rosyjska, w szczególności dzieła Dostojewskiego, Tołstoja oraz Gorkiego. Przeczytała wiele społecznie zaangażowanych prac, które stały się fundamentami jej działalności; wzmocniły jej wsparcie i zaangażowanie w aktywizm społeczny.
W 1914 ukończyła Robert Waller High School, i rozpoczęła naukę jako stypendystka Uniwersytetu Illinois w Urbanie i Champaign. Nie angażowała się szczególnie w naukę i życie studenckie; skupiała się na poznawaniu kolejnych prac o tematyce chrześcijańskiej i socjalnej. Utrzymywała się sama, unikając przyjmowania pieniędzy od ojca i kupując wszystkie swoje ubrania z sklepów dyskontowych. Opuściła uniwersytet po dwóch latach i przeniosła się do Nowego Jorku.

### Aktywizm społeczny
Osiedliła się w Lower East Side i pracowała w kilku wydawnictwach socjalistycznych, między innymi „The Liberator”, „The Masses”, oraz „The Call”. „Tłumaczyła uśmiechając się do niecierpliwych socjalistów, że jest pacyfistką nawet w walce klas”. Lata później Day opisywała jak przeciągano ją na różne strony:

Miałam tylko osiemnaście lat, więc wahałam się między lojalnością wobec socjalizmu, syndykalizmu i anarchizmu. Gdy czytałam Tołstoja, byłam anarchistką. Moje oddanie „The Call” sprawiało, że pozostawałam socjalistką, a mój amerykanizm skłaniał mnie do ruchu Robotników Przemysłowych Świata.

W 1917 świętowała rewolucję lutową w Rosji, obalenie monarchii i utworzenie rządu reformatorskiego. W listopadzie 1917 została aresztowana za pikietę przy Białym Domu w związku z wyborami kobiecymi w ramach kampanii Silent Sentinels („Milczące Strażniczki”) zorganizowanej przez Alice Paul i National Women’s Party. Skazana na 30 dni aresztu, spędziła w nim 15 dni, 10 z nich na strajku głodowym.
Spędziła kilka miesięcy w Greenwich Village, gdzie stała się bliska Eugene’owi O’Neillowi, któremu przypisywała wytworzenie „intensyfikacji religijności, która była we mnie”. Miała kilkuletni romans z Mikiem Goldem, pisarzem radykałem, który stał się potem wpływowym komunistą. Utrzymywała przyjaźnie z wpływowymi amerykańskimi komunistami, takimi jak Anna Louise Strong i Elizabeth Gurley Flynn, która stała się głową Komunistycznej Partii Stanów Zjednoczonych.
Początkowo Day wiodła cyganeryjne życie. W lutym 1921 po zakończeniu nieszczęśliwego romansu z Lionelem Moisem i zabiegu aborcji, który był „wielką tragedią jej życia”, wzięła ślub cywilny z Barkeleyem Tobeym. W 1924 – w oparciu o związek z Moisem – napisała częściowo autobiograficzną książkę The Eleventh Virgin. W jej epilogu usiłowała wyciągnąć wnioski dotyczące pozycji kobiet czerpiąc ze swojego doświadczenia: „Myślałam że jestem wolną i wyemancypowaną młodą kobietą lecz okazało się, że nie byłam nią wcale... Wolność to tylko suknia nowoczesności, nowa pułapka którą wykorzystujemy by usidlić mężczyzn których pragniemy”. Swoją książkę określiła potem jako „bardzo słabą”. Za pieniądze które otrzymała z tytułu sprzedaży praw filmowych do książki kupiła domek w Staten Island, którego używała jako miejsca do pisania. Wkrótce znalazła nowego partnera, Forstera Batterhama, aktywistę i biologa, który odwiedzał ją w domku w weekendy. Żyła tam od 1925 do 1929, zabawiając przyjaciół i ciesząc się z nowej relacji, która rozpadła się, gdy namiętnie zajęła się macierzyństwem i religią.
Day, która po aborcji uważała się za bezpłodną, z radością odkryła, że jest w ciąży w połowie 1925, podczas gdy Batterham obawiał się ojcostwa. W trakcie pobytu u swojej matki na Florydzie, odseparowana od Batterhama na kilka miesięcy, zintensyfikowała swoje poszukiwania katolicyzmu. Po jej powrocie do Staten Island Batterham nie mógł zrozumieć jej narastającej pobożności. Wkrótce po narodzinach ich córki Tamar Teresy 4 marca 1926, Day napotkała miejscową siostrę zakonną – Aloysię, i z jej pomocą, nabierając edukacji dotyczącej wiary, ochrzciła dziecko w lipcu 1927. Batterham odmówił udziału w uroczystości, a jego związek z Day stawał się coraz bardziej nie do zniesienia, ponieważ jej pragnienie małżeństwa w Kościele konfrontowało się z jego niechęcią do instytucjonalnej religii, a przede wszystkim do katolicyzmu. 28 grudnia 1927 Day przeszła katolicki chrzest warunkowy z Siostrą Aloysią jako jej chrzestną.
Latem 1929 Day podjęła pracę jako scenarzystka dialogów dla Pathé Motion Pictures i przeniosła się ze swoją córką do Los Angeles. Parę miesięcy później, w wyniku upadku giełdowego, jej kontrakt nie został odnowiony. Wróciła do Nowego Jorku, odwiedzając w międzyczasie Meksyk i rodzinę w Florydzie. Utrzymywała się jako dziennikarka, autorka kolumny o tematyce ogrodniczej oraz artykułów do „Staten Island Advance” i recenzji dla kilku katolickich publikacji, m.in. do „Commonweal”.
Podczas tworzenia materiału w Waszyngtonie dla Commonweal zdecydowała się bardziej zaangażować w aktywizm społeczny oraz katolicyzm. W trakcie strajków głodowych w D.C. w grudniu 1932, pisała o byciu przepełnioną dumą na widok maszerujących ludzi, na których duchowość nie była jednak w stanie wpłynąć. Mówiła w swojej autobiografii:

Mogłam pisać, mogłam protestować by pobudzać sumienie, gdzie jednak podziewali się przywódcy Kościoła gdy zgromadzenia mężczyzn i kobiet czyniły prawdziwe akty łaski, którą towarzysze zawsze czynili częścią budowania więzi z robotnikami?

### Ruch Catholic Worker
W 1932 Day poznała Petera Maurina, człowieka, którego zawsze uznawała za założyciela ruchu, z którym się identyfikowała. Maurin, francuski imigrant prowadzący życie wędrowca, wstąpił do Zgromadzenia Braci Szkół Chrześcijańskich w swojej rodzinnej Francji, zanim wyemigrował – najpierw do Kanady, a następnie do Stanów Zjednoczonych.
Pomimo braku formalnego wykształcenia, Maurin był człowiekiem o głębokim intelekcie i zdecydowanie silnych poglądach. Miał wizję sprawiedliwości społecznej i jej relacji wobec ubogich, częściowo inspirowaną przez św. Franciszka z Asyżu. Opierała się na dzieleniu się pomysłami i późniejszym działaniu samych ubogich. Maurin był głęboko zaznajomiony z pismami Ojców Kościoła i dokumentami papieskimi dotyczącymi spraw społecznych, które zostały wydane przez papieża Leona XIII i jego następców. Maurin zapewnił Day podstawy w naukach teologii katolickiej o potrzebie działania społecznego, które oboje odczuwali.
Wiele lat później Day opisała, jak Maurin poszerzył jej wiedzę, przynosząc „pewnego dnia streszczenie pism Kropotkina, zwracając moją uwagę szczególnie na Pola, Fabryki i Warsztaty". Day znała już wcześniej dzieła rosyjskiego filozofa dzięki jego Pamiętnikom Rewolucjonisty, które pierwotnie były wydawane seryjnie w „Atlantic Monthly". Napisała: „Och, jak długi jest ten moment amerykańskiej wolności, w którym Karl Marx mógł pisać w „Tribune” w Nowym Jorku, a Kropotkin mógł nie tylko zostać opublikowany w „Atlantic”, ale zostać przyjęty jako gość w domach unitarian z Nowej Anglii, oraz w Hull House Jane Addams w Chicago!” Maurin zwrócił także uwagę Day na francuskie koncepty i literaturę.

Farma Rose Hill Catholic Worker działająca w okresie 1964-1978.

Ruch Catholic Worker powstał, gdy 1 maja 1933 ukazał się pierwszy numer gazety „The Catholic Worker”, w cenie jednego centa. Od tego czasu wydawana jest nieprzerwanie. Skierowany był do najbardziej cierpiących w czasie Wielkiego Kryzysu, „tych, którzy uważają, że nie ma nadziei na przyszłość” i ogłaszał im, że „Kościół katolicki ma program społeczny. [...] są ludzie Boży, którzy pracują nie tylko dla ich duchowego, ale także materialnego dobra”. Nie akceptował reklam, a redakcja nie czerpała przychodów. Publikacja pierwszego numeru została częściowo wsparta darowizną w wysokości 1 dolara od siostry Peter Claver, na cześć której nazwano jeden z domów Catholic Worker.
Jak wiele ówczesnych gazet, także tych, do których pisała Day, był to nieskrępowany przykład dziennikarstwa rzeczniczego. Zajmowała się relacjami ze strajków, badała warunki pracy, zwłaszcza kobiet i pracowników afroamerykańskich oraz wyjaśniała papieskie nauczanie katolickich nauk społecznych. Jej punkt widzenia był partyzancki, a opowiadania miały na celu skłonienie czytelników do podjęcia działań na szczeblu lokalnym, np. poprzez patronowanie pralniom rekomendowanym przez Związek Pracowników Przemysłu Pralniczego. Opowiadanie się za federalnym prawem pracy dzieci już od pierwszego wydania było sprzeczne z amerykańską hierarchią kościelną, ale Day cenzurowała niektóre z ataków Maurina na hierarchię kościelną i próbowała przedstawić papieżowi Piusowi XI w 1935 zbiór numerów tego pisma.
Głównym konkurentem gazety zarówno w dystrybucji, jak i ideologii, był komunistyczny „Daily Worker”. Day sprzeciwiała się jego ateizmowi, poparciu dla „nienawiści klasowej” i gwałtownej rewolucji, a także niechęci wobec własności prywatnej. W pierwszym numerze „The Catholic Worker” pytano: "Czy można być radykalnym i nie być ateistą?" i prowadzono jego dystrybucję na Union Square w dniu Pierwszego Maja jako bezpośrednią kontrę dla komunistów. Day broniła rządowych programów pomocowych, takich jak Cywilny Korpus Ochrony, który wyśmiewali komuniści. „Daily Worker” zareagował kpiąc z „The Catholic Worker” za jego działalność charytatywną i za okazywanie współczucia właścicieli mieszkań, mimo nazywania eksmisji moralnie niewłaściwymi. W tej walce hierarchia kościelna poparła ruch Day, a katolicki dziennik Commonweal, który wyrażał szeroki wachlarz poglądów, powiedział, że przeszłość Day dobrze przygotowała ją do wypełniania jej misji: „Jest niewielu świeckich w tym kraju, którzy są tak dobrze zaznajomieni z komunistyczną propagandą i jej przedstawicielami". W tym czasie zaprzyjaźniła się z wieloma autorami katolickimi, w tym z Johnem C. Cortem i Harrym Sylvestrem. Ten drugi zadedykował między innymi dla niej swoją czwartą powieść – Moon Gaffney.
Przez kilkadziesiąt lat „The Catholic Worker” przyciągał takich pisarzy i redaktorów jak Michael Harrington, Ammon Hennacy, Thomas Merton i Daniel Berrigan. Dzięki wydawnictwu otworzono "dom gościnności", schronisko, które dostarczało żywność i odzież ubogim z Lower East Side, a następnie szereg gospodarstw rolnych na wspólne utrzymanie. Ruch szybko rozprzestrzenił się na inne miasta w Stanach Zjednoczonych oraz na Kanadę i Wielką Brytanię. Do 1941 powstało ponad 30 niezależnych, ale powiązanych ze sobą katolickich wspólnot robotniczych.
Od 1935 „The Catholic Worker” zaczął publikować artykuły, które wyrażały rygorystyczne i bezkompromisowe stanowisko pacyfistyczne, zrywając z tradycyjną katolicką doktryną teorii wojny sprawiedliwej. W następnym roku obie strony, które walczyły w hiszpańskiej wojnie domowej, z grubsza zrównały się z dwiema wartościami wyznawanymi przez Day: Kościół sprzymierzony z generałem Franco walczył z radykałami różnego kalibru, inicjując walkę katolików z robotnikami. Day odmówiła pójścia za katolicką hierarchią poparcia Franco przeciwko siłom republikańskim, które były w duchu ateistyczne i antyklerykalne, kierowane przez anarchistów i komunistów (czyli siły republikańskie). Uznała męczeństwo księży i zakonnic w Hiszpanii i powiedziała, że spodziewa się, że wiek rewolucji, w którym żyje, będzie wymagał większej liczby męczenników:

Musimy przygotować się teraz do męczeństwa - inaczej nie będziemy gotowi. Kto z nas, gdyby został zaatakowany teraz, nie zareagowałby szybko i po ludzku na taki atak? Czy będziemy kochać naszego brata, który nas uderza? Ilu z The Catholic Worker nie broniłoby się instynktownie żadnymi siłowymi środkami w swojej mocy? Musimy się przygotować. Musimy przygotować się teraz. Musi nastąpić rozbrojenie serca.

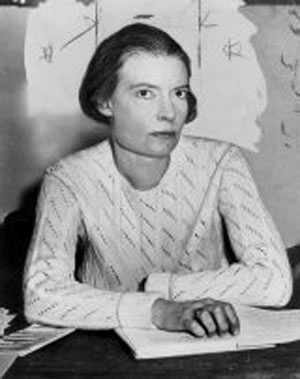
Dorothy Day w 1934.

Nakład gazety zmalał, ponieważ wiele katolickich kościołów, szkół i szpitali, które wcześniej służyły jako punkty dystrybucji, wycofały wsparcie. Nakład spadł z 150 000 do 30 000.
W 1938 Dorothy Day opublikowała relację z przemiany jej aktywizmu politycznego w aktywizm motywowany religijnie w książce From Union Square to Rome. Opowiadała historię swojego życia wybiórczo, nie podając szczegółów wczesnych lat „ciężkiego grzechu śmiertelnego”, kiedy jej życie było „żałosne, małe i podłe”. Przedstawiła to jako odpowiedź dla komunistycznych krewnych i przyjaciół, którzy pytali: „Jak mogłaś zostać katoliczką?”:

To, co chcę wydobyć w tej książce, to ciąg wydarzeń, które doprowadziły mnie do Jego stóp, spojrzenia na Niego, które otrzymałam przez wiele lat i które sprawiły, że poczułam istotną potrzebę Jego i religii. Postaram się prześledzić dla was kroki, którymi przeszłam, by przyjąć wiarę, która, jak sądzę, zawsze była w moim sercu.

Komitet Literatury Kardynała Archidiecezji Nowojorskiej polecił tekst katolickim czytelnikom.

### Aktywizm
Na początku lat czterdziestych związała się z benedyktynami, w 1955 podjęła profesję jako oblat opactwa św. Prokopa w Lisle. To dało jej duchową praktykę i związek, który podtrzymywał ją przez resztę jej życia. Przez krótki czas była postulantką w Bractwie Jezusowym Caritas, zainspirowanym przykładem Charlesa de Foucaulda. Day czuła się tam niemile widziana i nie zgadzała się ze sposobem prowadzenia spotkań. Kiedy wycofała się jako kandydatka do Bractwa, napisała do przyjaciela: „Chciałam tylko dać wam znać, że czuję się jeszcze bliżej tego wszystkiego, chociaż nie mogę być uznaną „młodszą siostrą”, albo formalnie jej częścią”.
Day potwierdziła swój pacyfizm po ogłoszeniu wojny przez USA w 1941 roku i wezwała do braku współpracy w przemówieniu wygłoszonym tego dnia: „Musimy zacząć od nas. Musimy wyrzec się wojny jako instrumentu polityki. [...] Nawet gdy do was mówię, mogę być winna tego, co niektórzy ludzie nazywają zdradą. Ale musimy odrzucić wojnę. [...] Wy, młodzi ludzie, powinniście odmówić wzięcia broni. Młode kobiety burzą patriotyczne plakaty. A wy wszyscy – młodzi i starzy – odłóżcie swoje flagi”. Jej kolumna ze stycznia 1942 nosiła tytuł Kontynuujemy naszą chrześcijańską pacyfistyczną postawę. Napisała:

Nadal jesteśmy pacyfistami. Naszym manifestem jest Kazanie na górze, co oznacza, że będziemy starać się wprowadzać pokój. Mówiąc w imieniu wielu naszych świadomych przeciwników, nie będziemy uczestniczyć w wojnie zbrojnej ani w produkcji amunicji, ani kupowaniu obligacji rządowych w celu prowadzenia wojny, ani w zachęcaniu innych do podjęcia tych wysiłków. Ale też nie będziemy się przejmować naszą krytyką. Kochamy nasz kraj i naszego Prezydenta. Byliśmy jedynym krajem na świecie, w którym ludzie wszystkich narodów schronili się przed uciskiem. Uznajemy, że chociaż w porządku intencji staraliśmy się bronić pokoju, miłości naszego brata, w porządku egzekucyjnym jako Amerykanie zawiedliśmy w przestrzeganiu naszych zasad.

Po stratach podczas hiszpańskiej wojny domowej nakład „The Catholic Worker” wzrósł do 75 000, ale w czasie II wojny światowej znów spadł. Zamknięto wiele domów ruchu w całym kraju, ponieważ personel wyjechał, by przyłączyć się do działań wojennych. Pokazało to, jak pacyfizm tamtych dni miał ograniczoną siłę przebicia nawet w katolickim środowisku robotników.
13 stycznia 1949 rozpoczęły się strajki związków zawodowych reprezentujących pracowników na cmentarzach zarządzanych przez Archidiecezję Nowego Jorku. Po kilku tygodniach kardynał Francis Spellman wykorzystał braci świeckich z miejscowego seminarium duchownego w Maryknollu, a następnie pod własnym nadzorem diecezjalnych seminarzystów, do przerwania strajku przez kopanie grobów. Akcję związkową nazwał „Zainspirowaną przez komunistów”. Pracownicy „The Catholic Worker” dołączyli do linii strajkujących, a Day napisała do Spellmana, mówiąc, że jest „źle poinformowany” o robotnikach i ich żądaniach, broniąc ich prawa do zrzeszania się i ich „godności ludzkiej”, co uważała za znacznie ważniejsze od wszelkich sporów o płace. Błagała go, aby podjął pierwsze kroki w celu rozwiązania sporu: „Idź do nich, pojednaj ich. Wielkim łatwiej jest się poddać niż biednym”.

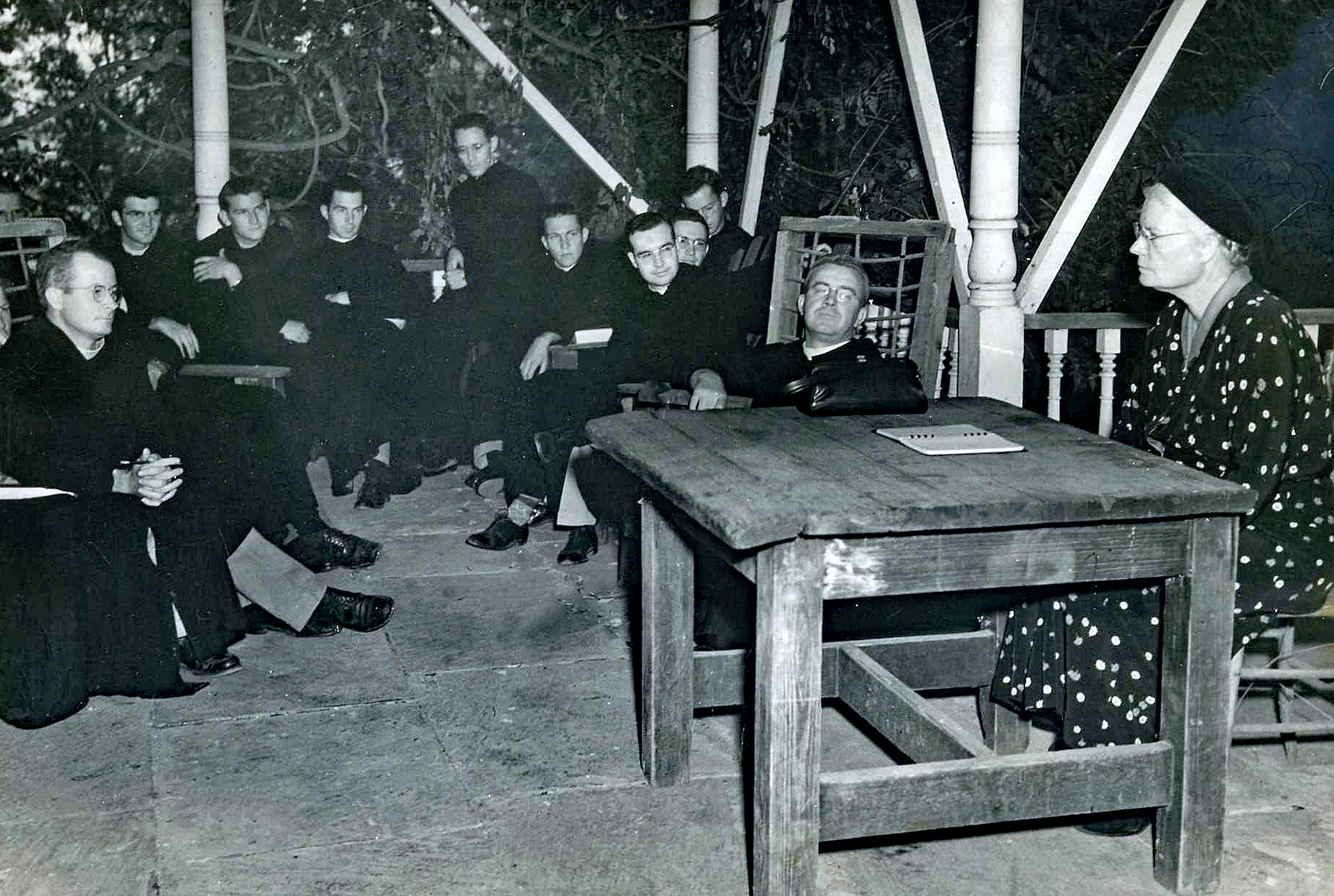
Dorothy Day odwiedzająca benedyktyński klasztor Subiaco Abbey w 1952.

Spellman stał bezczynnie aż do zakończenia strajku 11 marca, kiedy to członkowie związku przyjęli pierwotną propozycję Archidiecezji 48-godzinnego 6-dniowego tygodnia pracy. Day napisała w kwietniu w The Catholic Worker: „Kardynał, nierozsądny, zainicjował przytłaczający pokaz siły przeciwko związkowi ubogich robotników. Istnieje pokusa diabła do tej najstraszniejszej ze wszystkich wojen, wojny między duchownymi i świeckimi”. Po latach wyjaśniła swoje stanowisko wobec Spellmana: „[Jest] naszym głównym kapłanem i spowiednikiem; jest naszym duchowym przywódcą – wszystkich nas, którzy mieszkają tutaj w Nowym Jorku. Ale on nie jest naszym władcą”.
3 marca 1951 Archidiecezja nakazała Day zaprzestać publikacji lub usunąć słowo „katolicki” z nazwy jej czasopisma. Odpowiedziała z pełnym szacunkiem listem, który zapewniał o takim samym prawie do publikacji „The Catholic Worker” jak Katoliccy Weterani Wojenni posługujący się tym określeniem i mający swoje własne opinie niezależne od opinii Archidiecezji. Archidiecezja nie podjęła żadnych działań, a później Day spekulowała, że być może urzędnicy kościelni nie chcieli, aby członkowie Catholic Worker Movement podtrzymujący czuwania modlitewne za niego: „Byliśmy gotowi pójść do Świętego Patryka, zapełnić Kościół, stanąć poza nim w modlitewnej medytacji. Byliśmy gotowi skorzystać z wolności Ameryki, aby móc powiedzieć, co myślimy i robić to, co uważamy za słuszne”.
W 1952 została opublikowana autobiografia Day – The Long Loneliness, do której ilustracje stworzył kwakier Fritza Eichenberga. „The New York Times” podsumował ją kilka lat później:

Dobrze i wnikliwie opowiedziana autobiografia dziewczyny o konwencjonalnym nowojorskim pochodzeniu, której troska o sąsiadów, zwłaszcza tych nieszczęśliwych, zaprowadziła ją do kobiecego ruchu sufrażystek, socjalizmu, I.W.W., komunizmu i wreszcie do Kościoła Rzymskiego, gdzie stała się współzałożycielką Katolickiego Ruchu Robotniczego.

15 czerwca 1955 Day dołączyła do grupy pacyfistów, odmawiając udziału w ćwiczeniach obrony cywilnej zaplanowanych na ten dzień. Niektórzy z nich kwestionowali konstytucyjność prawa, na podstawie którego zostali oskarżeni, ale Day i sześciu innych stanęli na stanowisku, że ich odmowa nie była sporem prawnym, ale kwestią filozoficzną. Day powiedziała, że robi „publiczną pokutę” za pierwsze użycie bomby atomowej przez Stany Zjednoczone. Przyznali się do winy 28 września 1955, ale sędzia odmówił wysłania ich do więzienia, mówiąc: „Nie stworzę żadnych męczenników”. Robiła to samo przez następne pięć lat. W 1958, zamiast schronić się, dołączyła do grupy pikietującej pod biurami Amerykańskiej Komisji Energii Atomowej. Po kilku latach wyroki zostały zawieszone; przy innej okazji spędziła jednak 30 dni w więzieniu.
W 1956, wraz z Davidem Dellingerem i A.J. Muste, dwoma weteranami ruchu pacyfistycznego, pomogła założyć magazyn „Liberation”.
W 1960 pochwaliła „obietnicę sprawiedliwości społecznej” Fidela Castro. Powiedziała: „O wiele lepiej jest zbuntować się gwałtownie, niż nie robić nic w sprawie biednych”. Kilka miesięcy później Day pojechała na Kubę i opisała swoje doświadczenia w czteroczęściowej serii w „The Catholic Worker”. W pierwszym z nich napisała: „Interesuje mnie przede wszystkim życie religijne ludzi, a więc nie mogę być po stronie reżimu, który sprzyja wykorzenieniu religii. Z drugiej strony, kiedy ten reżim nagina wszystkie swoje wysiłki, aby uczynić życie dobrym dla ludzi, naturalnie dobrym życiem (na którym można oprzeć wiarę), nie wypada pomagać, ale docenić podjęte środki”.
Day miała nadzieję, że Drugi Sobór Watykański poprze niestosowanie przemocy jako podstawową zasadę życia katolickiego i potępi broń nuklearną, zarówno jej użycie w działaniach wojennych, jak i „ideę użycia broni jako środka odstraszającego w celu ustanowienia równowagi terroru”. Lobbowała biskupów w Rzymie i dołączyła do innych kobiet w dziesięciodniowym poście. Była zadowolona, gdy Sobór w Gaudium et spes (1965), w swoim oświadczeniu na temat „Kościoła we współczesnym świecie”, stwierdził, że działania wojenne z użyciem broni nuklearnej są niezgodne z tradycyjną katolicką teorią wojny sprawiedliwej: „Każdy akt wojny skierowany na masowe zniszczenie całych miast lub rozległych obszarów wraz z ich mieszkańcami jest zbrodnią przeciwko Bogu i człowiekowi, która zasługuje na zdecydowane i jednoznaczne potępienie”.
Zapiski Day dotyczące Catholic Worker Movement zatytułowane Loaves and Fishes zostały opublikowane w 1963 roku.
Pomimo jej antysystemowych sympatii, osąd Day nt. kontrkultury lat 60. był zniuansowany. Podobało jej się, gdy Abbie Hoffman powiedziała jej, że jest oryginalną hippiską, przyjmując to jako formę hołdu dla jej oderwania się od materializmu. Jednocześnie nie pochwalała wielu, którzy nazywali siebie hipisami. Niektórych z nich opisała w 1969 roku w Minnesocie: „Wychodzą za mąż w wieku 17 i 18 lat i zabierają się do lasu przy granicy z Kanadą i budują dla siebie domy - stając się ponownie pionierami”. Rozpoznała w nich samouwielbienie zamożności klasy średniej, ludzi, którzy „nie znali cierpienia” i żyli bez zasad. Wyobrażała sobie, że żołnierze wracający z Wietnamu będą chcieli ich zabić, ale myślała, że to, na co zasługują „ludzie-kwiaty”, to „modlitwa i pokuta”. Day jako przywódczyni odznaczała się wpływami, ale unikała bezpośredniej władzy nad domami Catholic Workerk, nawet nad katolicką farmą robotników w Tivoli, którą regularnie odwiedzała. Swoją frustrację zapisała w dzienniku: „Nie mam władzy, aby kontrolować palenie trawki ani rozwiązłość seksualną, ani grzech masturbacji”.
W 1966 Spellman odwiedził wojska amerykańskie w Wietnamie na Boże Narodzenie, gdzie miał powiedzieć: „Ta wojna w Wietnamie to [...] wojna o cywilizację”. Day była autorką odpowiedzi w numerze „The Catholic Worker” ze stycznia 1967, w którym unikała bezpośredniej krytyki, ale wymieniła wszystkie strefy działań wojennych, które Spellman odwiedził przez lata: „To nie tylko Wietnam, to RPA, Nigeria, Kongo, Indonezja, cała Ameryka Łacińska”. Napisała, że wizyta była „odważną rzeczą”, oraz zapytała: „Ale o Boże, co ci wszyscy Amerykanie robią na całym świecie tak daleko od naszych brzegów?”. W 1970, u szczytu amerykańskiego udziału w wojnie w Wietnamie, opisała Hồ Chí Minha jako „człowieka wizji, patriotę, buntownika przeciwko obcym najeźdźcom”, opowiadając jednocześnie historię wakacyjnego spotkania z krewnymi, gdzie trzeba „znaleźć punkty porozumienia i zgody, jeśli to możliwe, a nie bolesnych różnic, religijnych i politycznych”.

### Późniejsze lata
W 1971 Day otrzymała nagrodę Pacem in Terris przyznawaną przez Radę Międzyrasową diecezji katolickiej Davenport w stanie Iowa. W 1972 Uniwersytet Notre Dame przyznał jej medal Laetare. A w 1976 Uniwersytet Franciszkański w Steubenville przyznał jej, obok Matki Teresy, medal Poverello.
Mimo złego stanu zdrowia Day odwiedziła Indie, gdzie spotkała Matkę Teresę i zobaczyła jej pracę. W 1971 Day odwiedziła Polskę, Związek Radziecki, Węgry i Rumunię będąc częścią grupy działaczy pokojowych, przy wsparciu finansowym Corlissa Lamonta, którego określiła jako „lewicowego milionera, który żył skromnie i pomagał Komunistycznej Partii USA”. Spotkała się z trzema członkami Związku Pisarzy i broniła Aleksandra Sołżenicyna przed zarzutami, że zdradził swój kraj. Day poinformowała swoich czytelników, że:

Sołżenicyn żyje w ubóstwie, został wydalony ze Związku Pisarzy i nie może być publikowany w swoim kraju. Jest nieustannie nękany, ostatnio jego mały domek w kraju został zdewastowany, papiery zniszczone, a jego przyjaciel, który poszedł zanieść mu niektóre z jego dokumentów, został schwytany i pobity. List Sołżenicyna na znak protestu został wydrukowany na zachodzie i cieszę się, że w rezultacie władze w Moskwie wystosowały przeprosiny, w którym napisano, że to miejscowa policja zachowała się tak brutalnie.

Day odwiedziła Kreml, skąd donosiła: „Wzruszyłam się, gdy zobaczyłam imiona Amerykanów, Ruthenberga i Billa Haywooda, na Ścianie Kremlowskiej napisane rzymskimi literami, oraz nazwisko Jacka Reeda (z którym pracowałam przy starych Mszach) w postaci cyrylicy w kwiecistym grobie”. C. E. Ruthenberg był założycielem Komunistycznej Partii USA, Bill Haywood kluczową postacią w IWW, natomiast Jack Reed był dziennikarzem bardziej znanym jako John Reed, a także autorem książki Ten Days That Shook the World.
W 1972 czasopismo jezuickie „America” obchodziło swoje 75. urodziny, poświęcając cały numer Day i ruchowi Catholic Worker. Redakcja napisała: „Do tej pory, gdyby trzeba było wybrać jedną osobę, która najlepiej symbolizowałaby aspiracje i działania amerykańskiej wspólnoty katolickiej w ciągu ostatnich czterdziestu lat, tą jedną osobą z pewnością byłaby Dorothy Day”.
Day wspierała pracę Cesara Chaveza w organizowaniu robotników rolnych w Kalifornii od początku jego kampanii w połowie lat sześćdziesiątych. Podziwiała go za motywację religijną i oddanie wobec zasady non violence. Latem 1973 dołączyła do Cesara Chaveza w jego kampanii na rzecz robotników rolnych na polach Kalifornii. Została aresztowana wraz z innymi demonstrantami za złamanie zakazu pikietowania i spędziła dziesięć dni w więzieniu.
W 1974 Bostońska Wspólnota Centrum Paulistycznego ogłosiła ją pierwszą laureatką nagrody Isaaca Heckera, przyznawanej osobie lub grupie „zaangażowanej w budowanie bardziej sprawiedliwego i pokojowego świata”.
Day po raz ostatni wystąpiła publicznie na Kongresie Eucharystycznym, który odbył się 6 sierpnia 1976 w Filadelfii, podczas nabożeństwa uhonorowania Sił Zbrojnych USA w Dwustulecie Stanów Zjednoczonych. Mówiła o pojednaniu i pokucie, a także krytykowała organizatorów za nieuznawanie, że dla działaczy pokojowych 6 sierpnia jest dniem zrzucenia pierwszej bomby atomowej na Hiroszimę, tym samym niestosownym dniem dla uczczenia pamięci wojska.

### Śmierć
Day doznała zawału serca i zmarła 29 listopada 1980 w Maryhouse, 55 East 3rd Street na Manhattanie. Kardynał Terence Cooke powitał jej procesję pogrzebową w kościele Narodzenia Pańskiego, miejscowym kościele parafialnym. Day została pochowana na Cmentarzu Zmartwychwstania Pańskiego na Staten Island, zaledwie kilka przecznic od domku przy plaży, gdzie po raz pierwszy poważnie zainteresowała się katolicyzmem. Na jej nagrobku widnieje napis Deo Gratias. Jej córka Tamara, matka dziewięciorga dzieci, była ze swoją matką, gdy ta zmarła. Ona i jej ojciec przyłączyli się do procesji żałobnej oraz wzięli udział w późniejszej mszy upamiętniającej, którą kardynał odprawił w katedrze św. Patryka. Day i Batterham pozostali przyjaciółmi na całe życie.

## Poglądy

### Ubóstwo i charytatywność
Day starała się pisać o ubóstwie przez większość życia. Doceniała starania i rozwiązania proponowane przez rząd, ale ostatecznie uznała, że działalność charytatywna jest osobistym działaniem od serca ze strony jednostki.
Day potępiła również grzechy przeciwko ubogim. Powiedziała, że „zaniedbywanie robotnika” było śmiertelnym grzechem, używając języka podobnego do Listu Jakuba w Biblii. Powiedziała również, że agenci reklamowi są grzesznikami („biada temu pokoleniu”), ponieważ czynią biednych „gotowymi sprzedać [swoją] wolność i honor”, aby zaspokoić „marne pragnienia”.

### Sprzeciw wobec Social Security
Day była przeciwna programowi Social Security. W „The Catholic Worker”, w lutym 1945 napisała:

Samuel Johnson powiedział, że emeryt to niewolnik państwa. Taka jest jego definicja. Oczywiście, on sam był zadowolony ze swojej emerytury; ludzka natura swoje, a ubóstwo swoje. Uważamy, że ustawodawstwo w zakresie zabezpieczenia społecznego, teraz przedstawiane jako wielkie zwycięstwo dla biednych i dla robotników, jest wielką porażką dla chrześcijaństwa. Jest to akceptacja idei siły i przymusu. To akceptacja oświadczenia Kaina ze strony pracodawcy. "Jestem opiekunem mojego brata?" Nigdy nie można ufać, że pracodawca da pracownikowi pensję na utrzymanie rodziny, ani że będzie dbał o pracownika, tak jak dba o swój interes, gdy jest bezczynny, dopiero państwo musi wejść i wymusić na nim pomoc z jego strony. Oczywiście, ekonomiści mówią, że biznes nie może sobie pozwolić na działanie na zasadach chrześcijańskich. To niepraktyczne, nieekonomiczne. Generalnie przyjmuje się, że taki stopień centralizacji jak nasz jest niepraktyczny i że musi nastąpić decentralizacja. Innymi słowy, biznes narobił bałaganu, a państwo musiało wkroczyć, by ratować pracownika przed głodem.

Argument Day poprzedził opinię sędziego Sądu Najwyższego USA Clarence’a Thomasa, który twierdził, że opieka społeczna dyskryminowała mężczyzn afroamerykańskich.

### Braterstwo ludzkości
W „The Catholic Worker” w maju 1951 Day napisała, że Marks, Lenin i Mao Zedong „byli prowadzeni miłością bratnią i w to trzeba wierzyć, nawet jeśli ostatecznie przejęli władzę, zbudowali armie, zainicjowali obozy i pracę przymusową i tortury oraz zabicie dziesiątek tysięcy, a nawet milionów”. Używała ich jako przykładów, ponieważ podkreślała, że wiara w to, że „wszyscy ludzie są braćmi” wymaga od katolika odnalezienia ludzkości we wszystkich bez wyjątku. Wyjaśniła, jak rozumiała wstrząsający wpływ takiego stwierdzenia:

Peter Maurin stale powtarzał nasze stanowisko, nie stroniąc od zwierzchników wszystkich wyznań i ras, wszelakich władz. Czasami wprawiał nas w zakłopotanie, wciągając w to Marshalla Petaina i ks. Coughlina i powołując się na coś dobrego, co powiedzieli, nawet gdy walczyliśmy z punktem widzenia, który reprezentowali. Tak jak my szokujemy ludzi, cytując Marksa, Lenina, Mao Zedonga czy Ramakrishnę, aby podkreślić sprawę naszego wspólnego człowieczeństwa, braterstwa ludzi i ojcostwa Boga.

W 1970 Day naśladowała Maurina, pisząc:

Dwa słowa [anarchista-pacyfista] powinny iść w parze, zwłaszcza w tym czasie, kiedy coraz więcej ludzi, nawet księży, zwraca się ku przemocy i znajduje swoich bohaterów w Camillo Torres wśród księży i w Che Guevarze wśród świeckich. Sympatia jest silna, ponieważ obaj mężczyźni dosłownie oddali życie za swoich braci. „Nikt nie zna większej miłości”. „Pozwólcie, że powiem, ryzykując, iż wyda się to śmieszne, ale prawdziwy rewolucjonista kieruje się wielkim uczuciem miłości”. Napisał to Che Guevara i jest cytowany przez młodzież Chicano w „El Grito Del Norte”.

#### Sympatia wobec anarchizmu
Day natknęła się na anarchizm podczas studiów na uniwersytecie. Przeczytała Bombę Franka Harrisa, zbeletryzowaną biografię jednego z anarchistów z Haymarket. Prowadziła rozmowy z Piotrem Kropotkinem o anarchizmie i skrajnej nędzy. Po przeprowadzce do Nowego Jorku natomiast zgłębiała anarchizm Emmy Goldman i wzięła udział w Balu Anarchistów w Webster Hall.
Day była przygnębiona egzekucjami anarchistów Sacco i Vanzettiego w 1927. Napisała, że kiedy umarli, „Cały naród opłakiwał”. Jako katoliczka czuła się z nimi solidarna, a konkretnie odczuwała ”specyficzne poczucie solidarności, które sprawiło, że stopniowo zrozumiałam doktrynę Mistycznego Ciała Chrystusa, w której wszyscy jesteśmy członkami”. Omawiając pojęcie anarchizmu, napisała: „My sami nigdy nie wahaliśmy się użyć tego słowa. Niektórzy wolą personalizm. Ale Peter Maurin przyszedł do mnie z Kropotkinem w jednej ręce i św. Franciszkiem w drugiej!”
Anarchistyczne i dystrybucjonistyczne poglądy Dorothy Day są bardzo podobne do anarchistycznej teorii ekonomicznej Pierre-Joseph Proudhona, która też miała na nią wpływ. Myśl Proudhona i Kropotkina skłoniły ją do nazwania siebie anarchistką. Stwierdziła: „Byłam i jestem, jak się okazuje, anarchistką; nigdy nie korzystałam z głosów, które kobiety wygrały siłą swojego sprzeciwu przed Białym Domem”.
Day wyjaśniła, że anarchiści zaakceptowali ją jako kogoś, kto podzielał wartości ich ruchu, „ponieważ byłam za kratami na posterunkach policji, w domach zatrzymań, więzieniach i gospodarstwach rolnych… jedenaście razy, i odmówiłam płacenia federalnych podatków dochodowych i nigdy nie głosowałam”, ale zdziwiło ich to, co postrzegali jako „wiarę w monolityczny, autorytarny Kościół”. Odwróciła ten punkt widzenia, odpierając ich postulaty ateistyczne. Napisała: „Ja z kolei widzę w nich Chrystusa, mimo że się Go wypierają, ponieważ oddają się pracy na rzecz lepszego porządku społecznego dla biednych tej ziemi”.

#### Sympatia wobec komunizmu
W pierwszych latach działalności „The Catholic Worker” Day jasno określiła, jak jej indywidualizm kontrastował z komunizmem:

Wierzymy w powszechną własność prywatną, w de-proletarianizację naszego narodu amerykańskiego. Wierzymy w to, że człowiek jest właścicielem środków produkcji, ziemi i swoich narzędzi. Jesteśmy przeciwni „kapitalizmowi finansowemu”, tak słusznie krytykowanemu i potępianemu przez Karola Marksa, ale wierzymy, że może istnieć kapitalizm chrześcijański, tak jak może istnieć chrześcijański komunizm.

Stwierdziła również: „Pracować to niczym modlić się – to centralny punkt chrześcijańskiej doktryny pracy. Dlatego też, podczas gdy zarówno komunizm, jak i chrześcijaństwo są poruszane przez „współczucie dla mas", celem komunizmu jest wzbogacanie ubogich, ale celem chrześcijaństwa jest uczynić bogatych biednymi, a biednych uświęcić”.
W listopadzie 1949, wyjaśniając, dlaczego zaprotestowała przeciwko niedawnej odmowie zwolnienia za kaucją kilku komunistów, napisała: „Należy pamiętać, że mówię jako była komunistka i nie zeznawałam przed komisjami kongresowymi, ani nie pisałam prac o komunistycznym spisku. Ze szczerego serca mogę powiedzieć, że kochałam [komunistów], z którymi pracowałam i wiele się od nich nauczyłam. Pomogli mi znaleźć Boga w Jego ubogich, w Jego opuszczonych, ponieważ nie znalazłam go w kościołach chrześcijańskich”. Określiła punkty, co do których zgadzała się z komunistami: „Od każdego według jego zdolności, każdemu według jego potrzeb” i „zanikaniem państwa”. Inny dodała z zastrzeżeniami: „wspólnotowy aspekt własności, podkreślany przez wczesnych chrześcijan". I zidentyfikowała różnice: „nie zgadzamy się wciąż w sprawie sposobów osiągnięcia celów”. Zgodziła się, że „wojna klasowa jest faktem i nie trzeba jej udowadniać", ale postawiła pytanie, jakie zająć stanowisko:

Komuniści określają ją jako siłową i mówią, że gdy nadejdzie pora, wezmą w niej udział, a w swoich planach chcą przygotować grunt i wygrać jak najwięcej z ich punktu widzenia i dla swojej strony. A gdzie będziemy w tym dniu? Nieuchronnie będziemy zmuszeni być po ich stronie, ściśle rzecz biorąc. Ale jeśli chodzi o działalność, to będziemy pacyfistami, mam nadzieję i modlę się, niestosującymi przemocy przeciwnikami agresji, wobec kogokolwiek, przeciwnikami represji, przymusu, wobec jakiejkolwiek strony, a nasza działalność będzie dziełem miłosierdzia. Nasze ramiona będą miłością Boga i naszego brata.

W odniesieniu do Kuby Fidela Castro napisała w lipcu 1961:

Jesteśmy po stronie rewolucji. Uważamy, że muszą istnieć nowe pojęcia własności, które są właściwe człowiekowi i że ta nowa koncepcja nie jest taka nowa. Istnieje chrześcijański komunizm i chrześcijański kapitalizm. [...] Wierzymy w komuny i spółdzielnie rolnicze i chętnie zobaczymy, jak sobie radzą na Kubie. [...] Niech Bóg błogosławi Castro i wszystkich tych, którzy widzą Chrystusa w ubogich. Niech Bóg błogosławi wszystkich tych, którzy szukają braterstwa człowieka, ponieważ miłując swoich braci, kochają Boga, mimo że się Go wypierają.

Dopiero w grudniu 1961, po inwazji na Zatokę Świń w kwietniu tego roku, Castro, który w przeszłości wielokrotnie odrzucał komunizm, otwarcie oświadczył, że jego ruch nie jest jedynie socjalistyczny, ale komunistyczny.

### Własność kościoła
Bill Kauffman z „The American Conservative” napisał o Day: „Droga Skromności. To jest to, czego szukamy. To – wbrew etyce osobistych miejsc parkingowych, boga spod znaku dolara – jest droga amerykańska. Dorothy działała w skromności, i dlatego ją czcimy. Rozumiała, że jeśli skromne nie zawsze jest piękne, to przynajmniej zawsze jest ludzkie”.
Wiara w małość odnosiła się również do własności innych, w tym Kościoła katolickiego, jak wtedy, gdy Day napisała:

Na szczęście w ubiegłym stuleciu Państwo Kościelne zostało oderwane od Kościoła, ale nadal istnieje problem inwestowania papieskich funduszy. Zawsze jest to dla mnie pocieszająca myśl, że jeśli mamy dobrą wolę i nadal nie jesteśmy w stanie znaleźć lekarstwa na ekonomiczne nadużycia naszych czasów, naszej rodziny, naszej parafii i potężnego kościoła jako całości, Bóg weźmie sprawy w swoje ręce i zrobi to za nas. Kiedy zobaczyłam góry Garibaldi w Kolumbii Brytyjskiej… odmówiłam modlitwę za jego duszę i pobłogosławiłam go za bycie narzędziem tak potężnego dzieła Bożego. Niech Bóg nas używa!

Ksiądz jezuicki Daniel Lyons „nazwał Day 'apostołem pobożnego uproszczenia”. Powiedział, że „The Catholic Worker” „często przekształcał nie do poznania” stanowisko papieży".

### Ortodoksja katolicka
Day napisała w jednym ze swoich wspomnień:

Rozmawiałam kilka lat temu z Johnem Spivakiem, komunistycznym pisarzem, i powiedział do mnie: „Jak możesz wierzyć? Jak możesz wierzyć w Niepokalane Poczęcie, narodziny dziewicy, zmartwychwstanie?” Mogę tylko powiedzieć, że wierzę w Kościół rzymskokatolicki i wszystko, czego naucza. Przyjęłam Jej autorytet z całego serca. Jednocześnie chcę wam wskazać, że jesteśmy nauczeni modlić się o ostateczną wytrwałość. Nauczono nas, że wiara jest darem, a czasami zastanawiam się, dlaczego niektórzy ją mają, a inni nie. Czuję swoją własną niegodność i nigdy nie mogę być wystarczająco wdzięczna Bogu za Jego dar wiary.

Zaangażowanie Day w dyscyplinę kościelną ilustruje spotkanie, które odbyła z ks. Danielem Berrigan’em, podczas pobytu na farmie Catholic Worker w Nowym Jorku. Berrigan miał odprawić mszę świętą za wspólnotę ubrany tylko w stułę. Day nalegała, by założył odpowiednie szaty, zanim zacznie. Kiedy Berrigan skarżył się na prawo dotyczące szaty liturgicznej, Day odpowiedziała: „Na tym gospodarstwie przestrzegamy praw Kościoła”. Ustąpił i odprawił mszę wedle zasad.

### Laickość
W odpowiedzi na doniesienia prasowe z 1964 o trwającym sporze między kardynałem Jamesem McIntyre’em z Los Angeles a niektórymi jego księżmi, którzy krytykowali go za brak przywództwa w zakresie praw obywatelskich, Day napisała esej na temat odpowiedzialności świeckich za działanie niezależne od hierarchii kościelnej. W „The Catholic Worker” podczas II wojny światowej zajęła pacyfistyczne stanowisko: „Biskup McIntyre skomentował jedynie [...] 'Nigdy nie studiowaliśmy tych rzeczy zbyt wiele w seminarium' [...] dodając wątpliwie, 'Istnieje oczywiście konieczność informowania swojego sumienia'". Za tę postawę, dodała Day, „naszym pasterzom należy zarzucić, że nie karmiły swoich owiec tym pożywnym mięsem [...] zdolnym do pokonania wszystkich przeszkód w ich dążeniu do tego rodzaju społeczeństwa, w którym łatwiej jest być dobrym”. Poleciła swoim czytelnikom: „Niech katolicy tworzą swoje stowarzyszenia, organizują spotkania we własnych domach, w wynajętych salach lub w innych miejscach. Nic nie powinno ich powstrzymać. Niech kontrowersje wyjdą na jaw w ten sposób”.

### Seksualność
We wrześniu 1963 Day omówiła na łamach swojego pisma seks przedmałżeński, ostrzegając przed tymi, którzy przedstawiają go jako formę wolności: „Mądrość ciała jest zdradliwa”. Opisała siebie jako „kobietę, która musi myśleć w kategoriach rodziny, potrzeby dziecka, aby mieć zarówno matkę, jak i ojca, który mocno wierzy, że dom jest jednostką społeczną” i napisała, że: „Kiedy seks jest traktowany swobodnie, jako środek przyjemności [...] nabiera cech grzesznych, przedsmaku piekła [...] Nie da się przekraczać granic, nie dając się przy tym złapać, nie da się posunąć zbyt daleko, nie popełniając grzechu śmiertelnego”.
W 1968 Day ponownie napisała o seksie - tym razem w swoim dzienniku - w odpowiedzi na krytykę Stanleya Vishnewskiego (i innych współpracowników z farmy Tivoli), że nie ma „żadnej władzy” nad paleniem marihuany „lub rozwiązłością seksualną, lub grzechem masturbacji”. Day udokumentowała ten problem również w swoim dzienniku:

Od kilku tygodni mój problem jest następujący: co zrobić z otwartą niemoralnością (i oczywiście mam na myśli moralność seksualną) w naszym otoczeniu. Tak jak dawniej – nie ma nic ukrytego, co nie zostanie ujawnione. Ale kiedy sprawy stają się przedmiotem otwartej dyskusji, co z dawnym przykładem, najpotężniejszym ze wszystkich nauczycieli. Mamy teraz ze sobą piękną kobietę z dziećmi, której mąż związał się z siedemnastolatką, rozwodzi się z nią i rozpoczyna nowe małżeństwo. Przychodzi do nas znaleźć schronienie, gdzie pracując dla innych w naszej wspólnocie pięćdziesięcioosobowej lub większej, może raz na jakiś czas zapomnieć o swojej ludzkiej nędzy [...] Mamy jedną młodą, pijaną, rozwiązłą, ładną jak z obrazka, wykształconą, psotną, potrafiącą wygrzebać się z każdej sytuacji – aż do tej pory. Przychodzi do nas, gdy jest pijana i bita, głodna i zimna, a gdy jest przyjmowana, zdolna jest wpełznąć do łóżka każdej osoby. Nie wiemy, z iloma spała na farmie. Co robić?

## Feminizm

### Pomoc uciśnionym
Początek kariery Day odznaczał się w pełni radykalnym i zakorzeniony personalizmem i socjalizmem; ideologiami fundamentalnymi dla intersekcjonalnego feminizmu. Day nie określiła się jednoznacznie jako feministka, co jednak nie było niczym niezwykłym dla feministycznych autorów. Podobnie jak jej przejście w kierunku katolicyzmu, poglądy Day ewoluowały w stronę feminizmu; była tzw. „Born Again Feminist”, jak np. Dolores Huerta. Całokształt jej pracy, zwłaszcza w ramach Catholic Worker Movement, wpisuje się w podstawowe feministyczne dążenia do likwidacji kyriarchii w walce o prawa uciśnionych. Jej obecne przez całe życie solidarność i orędownictwo na rzecz osób znajdujących się w niekorzystnej sytuacji, osób marginalizowanych, ma zasadniczo feministyczny charakter; udzielanie pomocy społecznościom zubożałym, wspieranie i zapewnianie platformy dla działaczy i pacyfistów w jej periodyku „The Catholic Worker” oraz praca na rzecz reformowania niesprawiedliwości w katolicyzmie. Etos Day nie zmienił się, gdy zaczęła wiązać się z katolicyzmem, a raczej jej oddanie egalitarnym wartościom katolickim napędzało jedynie radykalny feminizm, łączący przeszłość z nowymi przekonaniami i wartościami.
Day stworzyła miejsce dla feminizmu w świecie religijnym, w którym doświadczenia kobiet w dużej mierze nie były brane pod uwagę, a w najgorszym razie uważane przez męskie elity, jako antykościelne. Day uwzględniła w swoich pismach i pracach doświadczenia genderowe, rasowe, klasowe, tworząc ramy dla konstruowania teorii i etyki religijnej, która ostatecznie była zarówno sytuacyjna, jak i konsekwentna w odzwierciedlaniu wspólnoty. To dzięki tym działaniom Day dostosowuje siebie i Catholic Worker Movement do ideologii i praktyki feminizmu. Day przeżyła kilka ważnych wydarzeń w historii feminizmu: wybory kobiet, prawa pracownicze i ruchy w latach 50, 60, i 70, które występowały na rzecz równości, sprawiedliwości i egalitaryzmu; wszystkich filarów feminizmu.

### Prace autobiograficzne
Day pisała stale przez całe swoje życie, także dla siebie samej. Opublikowała kilka utworów autobiograficznych: The Eleventh Virgin, From Union Square to Rome, The Long Loneliness oraz Loaves and Fishes. Cztery tomy razem tworzą kompletny obraz życia autorki. Pisanie autobiografii, zwłaszcza dotyczących kobiet, może być ujęte w ramy aktu feministycznego, ponieważ zapewnia bezpośredni dostęp do informacji o wybitnych postaciach spoza sfery akademickiej i pozwala na większą reprezentację kobiet w historii.
The Eleventh Virgin, opowieść o dorastaniu, opublikowana w 1924, jest w swej istocie autobiograficzna. Choć Day nie odnosi się bezpośrednio do niej samej, to główna bohaterka, June, reprezentuje Day. June jest lustrzanym odbiciem młodości Day. The Eleventh Virgin stanowi pierwszą częścią serii jej dzieł autobiograficznych i jednocześnie jedynym, z którego nie była później zadowolona. Surowy portret cygańskiej młodości Day przed jej nawróceniem na katolicyzm stał się jej obcy. Przedstawienie wczesnych doświadczeń Day i dorostania, szczególnie w czasie publikacji, był rzadkością. W swojej narracji i doświadczeniach postaci jest to feministyczny tekst.

### Odrzucenie norm płciowych
Day zdarzało się podważać normy płciowe w celu walki z patriarchalnymi i kyriarchalnymi systemami w miejscu pracy, polityce, strukturach społecznych i Kościele katolickim. Od najmłodszych lat, dorastając w rodzinie dziennikarzy, Day była bardzo świadoma swoich postrzeganych ograniczeń jako kobieta w świecie dziennikarstwa. Jej ojciec rozmawiał z kolegami za plecami Day, starając się nie dopuścić do tego, by ją zatrudnili. W końcu zdobyła stanowisko jako „biurowa dziewczyna”, które odpowiadało zarówno jej rodzinie, jak i pozycji Kościoła w sprawie odpowiedniej pracy dla kobiet poza domem. Day została nauczona, aby „pisać jak kobieta”, prosto i deklaratywnie, ostatecznie jednak rozwinęła swoje pisarstwo, koncentrując się na kwestiach kobiecych i społecznych, zarówno z perspektywy feministycznej, jak i personalistycznej. Zdecydowanie odrzuciła to, co było wówczas publikowane na temat postrzeganych spraw kobiet. Pisała:

Ponieważ dziewczyny nie noszą spodni ani koszul, mówienie im, jak mogą oszczędzać i nadal wyglądać schludnie, wciskając spodnie pod materac i śpiąc na nich, a także zapinając mankiety swoich koszul, jest stratą czasu. Zresztą to nie jest wpis ani część wpisu, który mówi dziewczynom protekcjonalnie pomocne wskazówki, jak oszczędzać i być zadowolonym. To tylko doświadczenie.

Day doskonaliła się jako pisarka i dziennikarka, nie poprzestając na niczym, by rozwijać swoją karierę i skupić się na tym, co uważała za ważne, niezależnie od płci:

Skupiałam na pracy dziennikarskiej. Chciałem przywilejów dla kobiet i pracy dla mężczyzn, bez polegania na pracy kobiet. Chciałam iść na pikiety, do więzienia, pisać, wpływać na innych i w ten sposób odcisnąć swoje piętno na świecie. Ile było w tym wszystkim ambicji, a ile samozadowolenia!

### Radykalny Katolicyzm
Choć Day większość życia spędziła na aktywizmie, jej radykalny katolicki aktywizm społeczny jest tym, za co jest najbardziej pamiętana. Kościół katolicki, pomimo biblijnych nauk o egalitaryzmie i równości kobiet i mężczyzn, postrzegał płcie jako mające różne cechy naturalne. Atrybuty kobiet oddających się służbie Kościołowi, mężczyznom i ich rodzinom. Podczas II Soboru Watykańskiego do Rzymu poświęconemu modernizacji kościoła katolickiego, Day, wraz z Catholic Worker Movement i PAX udała się tamże. Celem było przekonanie papieża Jana XXIII i rady do zniesienia koncepcji wojny sprawiedliwej celem wsparcia pacyfizmu i sumienny sprzeciw w imię wartości chrześcijańskich, a także wyraźne potępienie broni jądrowej.
Wraz z Catholic Worker Movement Day najpierw skupiła się na prawach pracowniczych i pomocy osobom znajdującym się w niekorzystnej sytuacji, ostatecznie wzywając do pokojowej rewolucji przeciwko gospodarce przemysłowej, militaryzmowi i faszyzmowi. Głęboko wierzyła, że niestosowanie przemocy, pacyfizm i anarchizm zrównany z chrześcijaństwem doprowadzą do radykalnego nowego porządku. Walka Day z systemem została zauważona przez rząd amerykański. Szef FBI, Hoover, czuł się szczególnie zagrożony, naciskając na prokuratora generalnego Harry’ego M. Daugherty’ego, aby kilkakrotnie prześladował Catholic Worker Movement za podburzanie i podżeganie, pomimo pacyfistycznej postawy ruchu. Catholic Worker Movement był monitorowany przez FBI w latach 1940-1970; Day była w tym okresie czterokrotnie więziona.
Zaangażowanie w Catholic Worker Movement i w teologię wyzwolenia jest zasadniczo zgodne z wartościami feminizmu: walką o społeczną i polityczną równość wszystkich ludzi, niezależnie od rasy, płci czy klasy. Jej nacisk wobec Kościoła i militaryzmu służył promowaniu egalitaryzmu i uwalnianiu uciśnionych. Zaangażowanie Day w teologię wyzwolenia i radykalny katolicyzm przyczynia się do jej ujęcia w ramy feministyczne i służy ukazaniu niuansów i nakładania się na siebie ideologii religijnych i feministycznych.

### Sprawiedliwość społeczna
Nadrzędną troską Day przez całe jej życie był wpływ elity, władzy, na ludzi. Ta troska znajdowała wspólną ścieżkę zarówno z teologią wyzwolenia, jak i ideologią feministyczną. Day wzywała do anarchizmu, komunizmu i pacyfizmu w imię chrześcijaństwa i nauk chrześcijańskich. Jej bronią w walce z opresyjnymi systemami było jednak pisanie.
Day w swoich pismach zwracała uwagę na niesprawiedliwość społeczną i służyła jako głos tym, którzy nie mogli lub nie wiedzieli, jak się bronić, aby powołać ruch na rzecz naprawy i ochrony przed dalszym uciskiem. Jej orędownictwo i dobroczynność były widoczne w trudnych czasach w historii Ameryki, zwłaszcza na początku ruchu Catholic Worker w czasie Wielkiego Kryzysu.

## Wizerunek
Judith Palache Gregory była wykonawcą woli Day. Dokumenty Day znajdują się na Uniwersytecie Marquette, wraz z wieloma dokumentami dotyczącymi Catholic Worker Movement. Jej dzienniki i listy zostały zredagowane przez Roberta Ellsberga i opublikowane przez Marquette University Press odpowiednio w 2008 i 2010. Nowa, 448-stronicowa biografia ukazała się w 2020, zbierając szereg recenzji.
Próby zachowania bungalowu przy plaży na Staten Island, w którym Day mieszkała przez ostatnią dekadę swojego życia, zakończyły się niepowodzeniem w 2001. Jej dom został zburzony przez deweloperów, podczas gdy nowojorska Komisja Ochrony Zabytków miała zamiar uznać go za obiekt zabytkowy. Obecnie na tym miejscu znajdują się prywatne domy.
W maju 1983 w liście duszpasterskim wydanym przez Konferencję Biskupów Katolickich USA Wyzwanie Pokoju odnotowano jej rolę w ustanowieniu niestosowania przemocy jako zasady katolickiej: „Świadectwo niestosowania przemocy przez takie postacie jak Dorothy Day i Martin Luther King, miało głęboki wpływ na życie Kościoła w Stanach Zjednoczonych”. Papież Benedykt XVI 13 lutego 2013 w ostatnich dniach swojego pontyfikatu, przytoczył Day jako przykład nawrócenia. Zacytował z jej pism i powiedział: „Droga do wiary w tak zsekularyzowanym środowisku była szczególnie trudna, ale mimo to Łaska działa”.
24 września 2015 papież Franciszek został pierwszym papieżem, który przemawiał na wspólnym posiedzeniu Kongresu Stanów Zjednoczonych. Day była jedną z czterech osób narodowości amerykańskiej wymienionych przez papieża w jego przemówieniu, wśród których znaleźli się również Abraham Lincoln, Martin Luther King Jr. i Thomas Merton. O Day powiedział: „Jej działalność społeczna, umiłowanie sprawiedliwości i sprawy uciśnionych inspirowane były Ewangelią, jej wiarą i przykładem świętych.”.

### Filmy
Niezależny film o Dorothy Day zatytułowany Gdy uśmiechają się anioły został nakręcony w 1996. Day zagrała Moira Kelly, a Petera Maurina – Martin Sheena. Pełnometrażowy dokument Dorothy Day: Don't Call Me a Saint miał swoją premierę w 2005. Pokazano go na Tribeca Film Festival w 2006. Revolution of the Heart: The Dorothy Day Story, film Martina Doblmeiera, wyemitowany został na  antenie PBS w marcu 2020.

## Pośmiertne upamiętnienie
- W 1992 Day otrzymała Nagrodę Odwagi Sumienia od Opactwa Pokoju[119].
- W 2001 Day została upamiętniona w National Women’s Hall of Fame w Seneca Falls[120].
- Internaty na uczelniach Lewis University w Romeoville, University of Scranton w Scranton oraz Loyola University w Maryland zostały nazwane na jej cześć, podobnie jak ministerstwo kampusu na Xavier University.
- Tytuł profesorski w Jan's University School of Law został nazwany na jej cześć[121][122].
- Na Uniwersytecie Marquette, internat z imieniem Day został zarezerwowany dla tych, którzy interesują się kwestiami sprawiedliwości społecznej.
- Biuro Service and Justice na Uniwersytecie Fordham nosi jej imię.
- Saint Peter's College w Jersey City, nazwał swoje Biuro Nauk Politycznych Domem Dorothy Day.
- Broadway Housing Communities, wspierający projekt mieszkaniowy w Nowym Jorku, otworzył Dorothy Day Apartment Building przy 583 Riverside Drive w 2003[123].
- Bohaterka komiksów DC Leslie Thompkins jest, jak twierdzi jej twórca – Denny O’Neil, inspirowana Dorothy Day[124].
- Indie rockowy zespół The Chairman Dances poświęcił piosenkę Day i Peterowi Maurin’owi na swoim albumie Time Without Measure z 2016[125].
- Upamiętnia ją również Dorothy Day Center w Saint Paul, schronisko dla bezdomnych zarządzane przez katolickie organizacje charytatywne[126].

### Propozycja kanonizacji
Propozycja kanonizacji Day przez Kościół katolicki została przedstawiona publicznie przez Misjonarzy Klaretynów w 1983. Na prośbę kardynała Johna J. O’Connora, kierownika diecezji, w której mieszkała, w marcu 2000 papież Jan Paweł II udzielił Archidiecezji Nowojorskiej pozwolenia na otwarcie jej sprawy, co umożliwiło nazwanie jej w oczach Kościoła katolickiego Służebnicą Bożą. Jak wymaga prawo kanoniczne, Archidiecezja Nowego Jorku przedłożyła tę sprawę do zatwierdzenia przez Konferencję Biskupów Katolickich Stanów Zjednoczonych, która otrzymała ją w listopadzie 2012. W 2015 papież Franciszek pomodlił się za Day przed wspólną sesją Kongresu Stanów Zjednoczonych. Niektórzy członkowie Catholic Worker Movement sprzeciwili się procesowi kanonizacji jako sprzecznemu z wartościami i zdaniem Day.

#### Reformowany Kościół Katolicki w Polsce
Jest uznawana za świętą w Reformowanym Kościele Katolickim w Polsce (Ecumenical Catholic Communion).

### Upamiętnienie w Kościele Episkopalnym
Kościół Episkopalny, w którym Dorothy Day otrzymała chrzest, wspomina ją jako „aktywistkę, myślicielkę i pisarkę” 29 listopada w swoim kalendarzu Obchodów Uzupełniających/Lokalnych.